# Bård Jørgen Elden
Bård Jørgen Elden (* 17. Juni 1968 in Namdalseid) ist ein ehemaliger norwegischer Nordischer Kombinierer.

## Werdegang
Elden gab sein internationales Debüt bei den Nordischen Junioren-Skiweltmeisterschaften 1987 in Asiago. Dabei gewann er gemeinsam mit Jon Andersen und Trond Arne Bredesen die Silbermedaille im Teamwettbewerb. Am 13. März 1987 gab er in Leningrad sein Debüt im Weltcup der Nordischen Kombination. Als Elfter erreichte er auf Anhieb die Punkteränge. Auch in der Saison 1987/88 gelangen ihm gleich auf Anhieb Punktegewinne in St. Moritz und Seefeld in Tirol. Bei den Nordischen Junioren-Skiweltmeisterschaften 1988 gelang ihm nach dem Gewinn der Bronzemedaille im Einzelwettbewerb gemeinsam mit seinem Bruder Trond Einar Elden und Andersen der Sieg im Mannschaftswettbewerb. Das letzte Saisonspringen in Rovaniemi beendete er als 14. und gewann damit erneut zwei Weltcup-Punkte.
In die Saison 1988/89 startete Elden mit einem guten zweiten Rang in Saalfelden am Steinernen Meer und damit seiner ersten Podestplatzierung. In Breitenwang gelang ihm wenig später sein erster und auch einziger Weltcup-Sieg. Bei den Nordischen Skiweltmeisterschaften 1989 gewann er zusammen mit seinem Bruder und Bredesen die Goldmedaille mit der norwegischen Staffel. Wenig später gewann er bei der Norwegischen Meisterschaft 1989 hinter seinem Bruder die Silbermedaille in der Kombination. Die Weltcup-Saison beendete er auf dem vierten Gesamtrang.
Zur Saison 1989/90 gelangen ihm auch in allen Weltcups Punkteplatzierung, darunter Rang drei in Štrbské Pleso. Bei den Norwegischen Meisterschaft 1990 sowie 1991 erreichte Elden nur Rang fünf in der Kombination. Erst bei den Norwegischen Meisterschaft 1992 in Trondheim und Molde gelang ihm der erste Titelgewinn in dieser Disziplin.
Bei den Olympischen Winterspielen 1992 in Albertville kam Elden im Einzel der Kombination auf den 21. Platz.
In den folgenden Jahren landete er erneut in allen Weltcups unter den besten 15. Im Dezember 1995 in Steamboat Springs gelang ihm als Zweiter noch einmal ein Podestplatz. Nach der Saison 1996/97 beendete Elden seine aktive Karriere.
Elden galt als der beste Langläufer bei den Nordischen Kombinieren überhaupt. Er schaffte bei Wettkämpfen 62 Mal die Laufbestzeit im Langlauf. Insgesamt 52 Mal erreichte er die Punkteränge, 33 Mal platzierte er sich unter den besten Zehn.
Elden wurde im April 2009 als Nachfolger von Alexander Diess Cheftrainer der ÖSV-Kombinierer. Er führte die österreichischen Kombinierer zu Teamgold bei den Olympischen Spielen in Vancouver 2010, und zu zweimal Gold bei den Weltmeisterschaften 2011 in Oslo. Nach drei Jahren beendete er 2012 seine Trainertätigkeit im ÖSV.

## Erfolge

### Weltcupsiege im Einzel
| Nr. | Datum           | Ort         | Disziplin               |
| --- | --------------- | ----------- | ----------------------- |
| 1.  | 21. Januar 1989 | Breitenwang | Gundersen Normalschanze |

### Weltcupsiege im Team
| Nr. | Datum             | Ort               | Disziplin                  |
| --- | ----------------- | ----------------- | -------------------------- |
| 1.  | 21. Dezember 1988 | St. Moritz        | Staffel Großschanze 1      |
| 2.  | 12. Januar 1990   | Moskau            | Teamsprint Normalschanze 2 |
| 3.  | 9. Dezember 1995  | Steamboat Springs | Teamsprint Großschanze 3   |
| 4.  | 15. Dezember 1996 | Steamboat Springs | Teamsprint Großschanze 3   |

## Statistik

### Platzierungen bei Weltmeisterschaften
| Jahr und Ort       | Wettbewerb | Wettbewerb | Wettbewerb |
| Jahr und Ort       | Gundersen  | Team       |            |
| ------------------ | ---------- | ---------- | ---------- |
| 1989 Lahti         | 14.        | 01.        |            |
| 1991 Val di Fiemme | 22.        | —          |            |
| 1993 Falun         | 08.        | —          |            |

### Weltcup-Platzierungen
| Saison  | Platz | Punkte |
| ------- | ----- | ------ |
| 1986/87 | 33.   | 005    |
| 1987/88 | 25.   | 010    |
| 1988/89 | 04.   | 089    |
| 1989/90 | 12.   | 041    |
| 1990/91 | 15.   | 024    |
| 1991/92 | 11.   | 032    |
| 1992/93 | 12.   | 034    |
| 1993/94 | 07.   | 472    |
| 1994/95 | 12.   | 405    |
| 1995/96 | 16.   | 422    |
| 1996/97 | 26.   | 286    |